# Rhithrogena
Rhithrogena je rod hmyzu z čeledi Heptageniidae. Do tohoto rodu se řadí přes 150 druhů jepic. Jako první tento rod popsal Eaton v roce 1881. Populace druhů tohoto rodu se snižují v důsledku světelného znečištění a jejich velké citlivosti na znečištění polarizovaným světlem, které je přitahuje pod pouliční osvětlení.

## Seznam druhů
Do tohoto rodu se řadí více než 150 druhů:
- Rhithrogena adrianae (Belfiore, 1983)
- Rhithrogena allobrogica (Sowa a Degrange, 1987)
- Rhithrogena alpestris (Eaton, 1885)
- Rhithrogena amica (Traver, 1935)
- Rhithrogena ampla (Kang a Yang, 1994)
- Rhithrogena amseli (Demoulin, 1964)
- Rhithrogena anatolica (Kazanci, 1985)
- Rhithrogena anomala (McDunnough, 1928)
- Rhithrogena austriaca (Sowa a Wichselbaumer, 1988)
- Rhithrogena ayadi (Dakki a Thomas, 1986)
- Rhithrogena bajkovae (Sowa, 1973)
- Rhithrogena basiri (Ali, 1971)
- Rhithrogena beskidensis (Alba-Tercedor a Sowa, 1987)
- Rhithrogena binervis (Kluge, 1987)
- Rhithrogena bogoscui (Sowa a Degrange, 1987)
- Rhithrogena braaschi (Jacob, 1974)
- Rhithrogena brodskyi (Kustareva, 1976)
- Rhithrogena brunneotincta (McDunnough, 1933)
- Rhithrogena bulgarica (Braasch, Soldán a Sowa, 1985)
- Rhithrogena buresi (Sowa, 1973)
- Rhithrogena carpatoalpina (Klonowska, Olechowska, Sartori a Weichselbaumer, 1987)
- Rhithrogena casteliana (Navás, 1927)
- Rhithrogena catalanica (Navás, 1916)
- Rhithrogena caucasica (Braasch, 1979)
- Rhithrogena cincta (Navás, 1921)
- Rhithrogena circumtatrica (Sowa a Soldán, 1986)
- Rhithrogena colmarsensis (Sowa, 1984)
- jepice krkonošská (Rhithrogena corcontica, Sowa a Soldán, 1986)
- Rhithrogena dagestanica (Braasch, 1970)
- Rhithrogena daterrai (Sowa, 1984)
- Rhithrogena decolorata (Sinitshenkova, 1973)
- Rhithrogena decora (Day, 1954)
- Rhithrogena degrangei (Sowa, 1969)
- Rhithrogena delphinensis (Sowa a Degrange, 1987)
- Rhithrogena diaphana (Navás, 1917)
- Rhithrogena diensis (Sowa a Degrange, 1987)
- Rhithrogena dorieri (Sowa, 1971)
- Rhithrogena eatoni (Esben-Petersen, 1912)
- Rhithrogena endenensis (Metzler, Tomka a Zurwerra, 1985)
- Rhithrogena eugeniae (Kluge, 1983)
- Rhithrogena excisa (Sinitshenkova, 1979)
- Rhithrogena exilis (Traver, 1933)
- Rhithrogena expectata (Braasch, 1979)
- Rhithrogena fasciata (Traver, 1933)
- Rhithrogena ferruginea (Navás, 1905)
- Rhithrogena fiorii (Grandi, 1953)
- Rhithrogena flavianula (McDunnough, 1924)
- Rhithrogena fonticola (Sowa a Degrange, 1987)
- Rhithrogena fuscifrons (Traver, 1933)
- Rhithrogena futilis (McDunnough, 1934)
- Rhithrogena gaspeensis (McDunnough, 1933)
- Rhithrogena germanica (Eaton, 1885)
- Rhithrogena giudicelliorum (Thomas a Bouzidi, 1986)
- Rhithrogena goeldini (Sartori a Sowa, 1988)
- Rhithrogena gorganica (Klapálek, 1907)
- Rhithrogena gorrizi (Navás, 1913)
- Rhithrogena gratianopolitana (Sowa, Degrange a Sartori, 1986)
- Rhithrogena grischuna (Sartori a Oswald, 1988)
- Rhithrogena hageni (Eaton, 1885)
- Rhithrogena henschi (Klapálek, 1906)
- Rhithrogena hercegovina (Tanasijevic, 1984)
- Rhithrogena hercynia (Landa, 1970)
- Rhithrogena hybrida (Eaton, 1885)
- Rhithrogena impersonata (McDunnough, 1925)
- Rhithrogena ingalik (Randolph a McCafferty, 2005)
- Rhithrogena insularis (Esben-Petersen, 1913)
- Rhithrogena iranica (Braasch, 1983)
- Rhithrogena iridina (Kolenati, 1859)
- Rhithrogena jacobi (Braasch a Soldán, 1988)
- Rhithrogena jahorinensis (Tanasijevic, 1985)
- Rhithrogena japonica (Uéno, 1928)
- Rhithrogena jejuna (Eaton, 1885)
- Rhithrogena johanni (Belfiore, 1990)
- Rhithrogena joostiana (Sowa, 1976)
- Rhithrogena kashmiriensis (Braasch a Soldán, 1982)
- Rhithrogena kimminsi (Thomas, 1970)
- Rhithrogena klausnitzeriana (Braasch, 1979)
- Rhithrogena klugei (Tiunova, 2010)
- Rhithrogena laciniosa (Sinitshenkova, 1979)
- Rhithrogena landai (Sowa a Soldán, 1984)
- Rhithrogena lepnevae (Brodsky, 1930)
- Rhithrogena lisettae (Bauernfeind, 2003)
- Rhithrogena loyolaea (Navás, 1922)
- Rhithrogena lucida (Braasch, 1979)
- Rhithrogena manifesta (Eaton, 1885)
- Rhithrogena marcosi (Alba-Tercedor a Sowa, 1987)
- Rhithrogena mariae (Vitte, 1991)
- Rhithrogena mariadominicae (Sowa a Degrange, 1987)
- Rhithrogena marinkovici (Tanasijevic, 1985)
- Rhithrogena minazuki (Imanishi, 1936)
- Rhithrogena minima (Sinitshenkova, 1973)
- Rhithrogena monserrati (Alba-Tercedor a Sowa, 1986)
- Rhithrogena morrisoni (Banks, 1924)
- Rhithrogena nepalensis (Braasch, 1984)
- Rhithrogena neretvana (Tanasijevic, 1984)
- Rhithrogena nivata (Eaton, 1871)
- Rhithrogena notialis (Allen a Cohen, 1977)
- Rhithrogena nuragica (Belfiore, 1987)
- Rhithrogena orientalis (You, 1990)
- Rhithrogena ornata (Ulmer, 1939)
- Rhithrogena oscensis (Navás, 1927)
- Rhithrogena ourika (Thomas a Mohati, 1985)
- Rhithrogena parva (Ulmer, 1912)
- Rhithrogena paulinae (Sartori a Sowa, 1992)
- Rhithrogena picteti (Sowa, 1971)
- Rhithrogena piechockii (Baraasch, 1977)
- Rhithrogena plana (Allen a Caho, 1978)
- Rhithrogena podhalensis (Sowa a Soldán, 1986)
- Rhithrogena pontica (Sowa, Soldán, Kazanci a Braasch, 1986)
- Rhithrogena potamalis (Braasch, 1979)
- Rhithrogena puthzi (Sowa, 1984)
- Rhithrogena puytoraci (Sowa a Degrange, 1987)
- Rhithrogena reatina (Sowa a Belfiore, 1984)
- Rhithrogena robusta (Dodds, 1923)
- Rhithrogena rolandi (Weichselbaumer, 1995)
- Rhithrogena rubicunda (Traver, 1937)
- Rhithrogena ryszardi (Thomas, 1987)
- Rhithrogena sartorii (Zrelli a Boumaiza, 2011)
- Rhithrogena savoiensis (Alba-Tercedor a Sowa, 1987)
- Rhithrogena semicolorata (Curtis, 1834)
- Rhithrogena siamensis (Braasch a Boonsoong, 2009)
- Rhithrogena sibillina (Metzler, Tomka a Zurwerra, 1985)
- Rhithrogena sibirica (Brodsky, 1930)
- Rhithrogena siciliana (Braasch, 1989)
- Rhithrogena soteria (Navás, 1917)
- Rhithrogena sowai (Puthz, 1972)
- Rhithrogena stackelbergi (Sinitshenkova, 1973)
- Rhithrogena strenua (Thomas, 1982)
- Rhithrogena subangulata (Braasch, 1984)
- Rhithrogena sublineata (Kazanci a Braasch, 1988)
- Rhithrogena tateyamana (Imanishi, 1936)
- Rhithrogena taurisca (Bauernfeind, 1992)
- Rhithrogena teberdensis (Zimmermann, 1977)
- Rhithrogena tetrapunctigera (Matsumura, 1931)
- Rhithrogena theischingeri (Braasch, 1981)
- Rhithrogena thomasi (Alba-Tercedor a Sowa, 1986)
- Rhithrogena thracica (Sowa, Soldán a Braasch, 1988)
- Rhithrogena tianshanica (Brodsky, 1930)
- Rhithrogena tibialis (Ulmer, 1920)
- Rhithrogena trispina (Zhou a Zheng, 2000)
- Rhithrogena uhari (Traver, 1933)
- Rhithrogena umbrosa (Braasch, 1979)
- Rhithrogena undulata (Banks, 1924)
- Rhithrogena unica (Zhou a Peters, 2004)
- Rhithrogena uzbekistanicus (Braasch a Soldán, 1982)
- Rhithrogena vaillanti (Sowa a Degrange, 1987)
- Rhithrogena virilis (McDunnough, 1934)
- Rhithrogena wolosatkae (Klonowska, 1987)
- Rhithrogena wuyiensis (Gui, Zhou a Su, 1999)
- Rhithrogena zelinkai (Sowa a Soldán, 1984)
- Rhithrogena zernyi (Bauernfeind, 1991)
- Rhithrogena zhitzovae (Sinitshenkova, 1979)
- Rhithrogena znojkoi (Tshernova, 1938)

## Fotogalerie

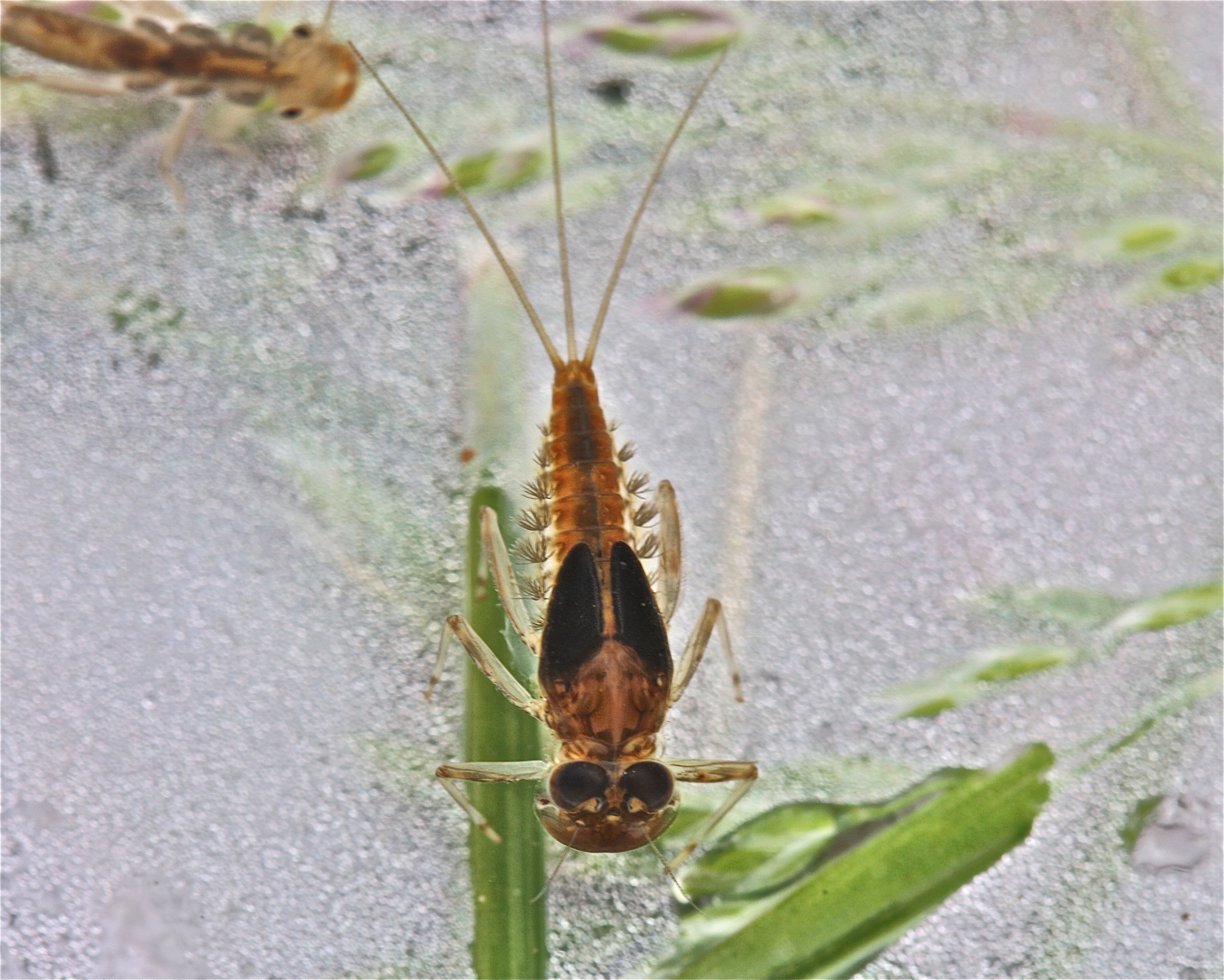
Nymfa Rhithrogena spp.
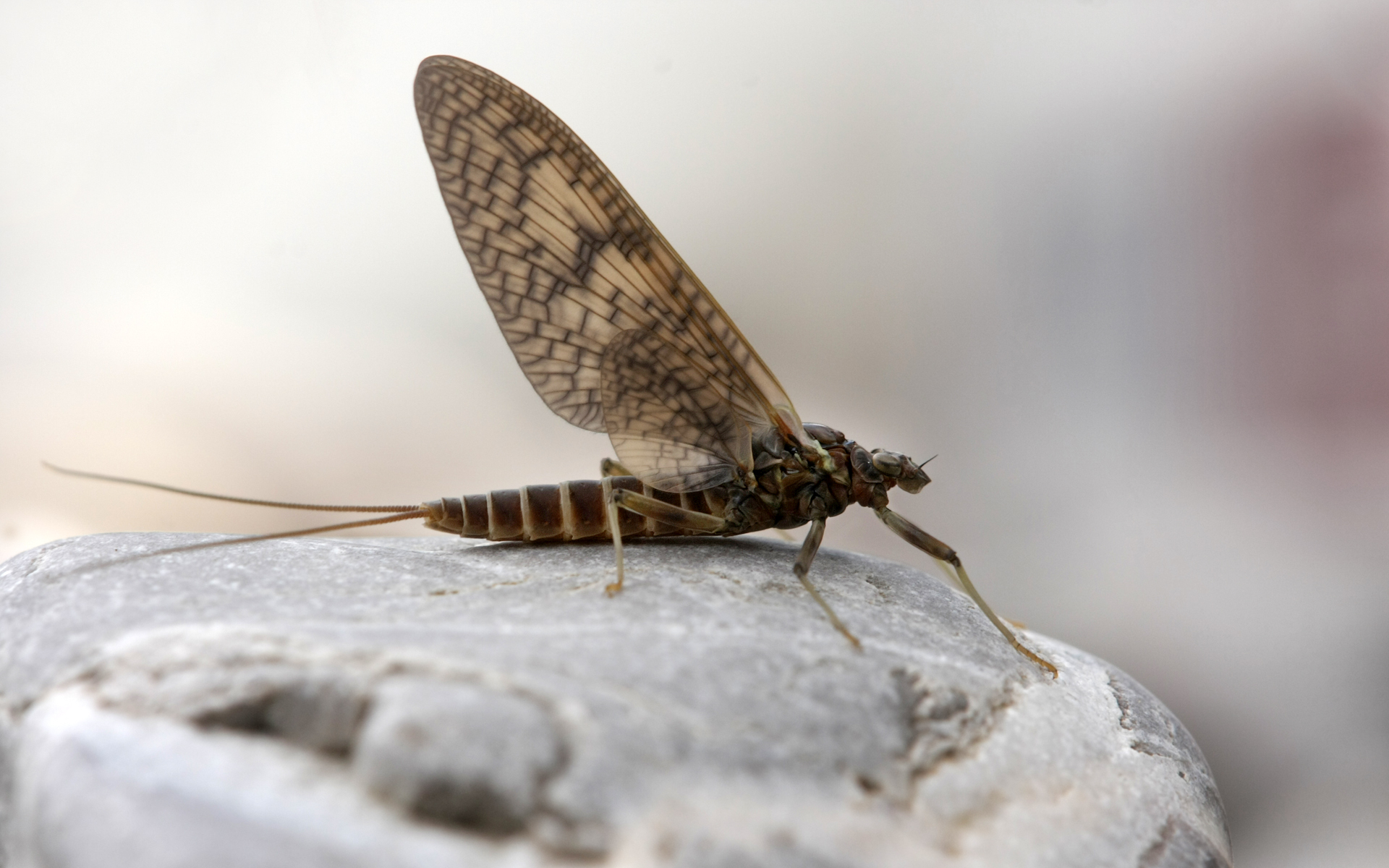
Imago Rhithrogena germanica, samička